# Massimo Giacoppo
Massimo Giacoppo (né le 10 mai 1983 à Messine) est un joueur de water-polo italien, défenseur de la Pro Recco.
Il a remporté la médaille d'argent aux Jeux olympiques de Londres en 2012.
Il fait partie de l'équipe nationale italienne lors des Championnats du monde de natation 2015 à Kazan.